# Saint-Salvadour
Saint-Salvadour (Sent Sauvador auf Okzitanisch) ist eine französische Gemeinde mit 317 Einwohnern (Stand 1. Januar 2022) im Département Corrèze in der Region Nouvelle-Aquitaine. Die Gemeinde ist Mitglied des Gemeindeverbandes Tulle Agglo.

## Geografie
Die Gemeinde liegt im Zentralmassiv. Tulle, die Präfektur des Départements, befindet sich rund 15 Kilometer südlich.
Nachbargemeinden von Saint-Salvadour sind Beaumont im Nordosten, Orliac-de-Bar im Osten, Bar im Süden, Seilhac im Südwesten sowie Chamboulive im Nordwesten. An der östlichen Gemeindegrenze verläuft der Fluss Vimbelle, im Nordwesten der Rujoux.

## Wappen
Beschreibung: In Rot ein goldener Zinnenturm und im rechten goldenen Obereck zwei laufende rote Löwen übereinander.

## Einwohnerentwicklung
| Jahr      | 1962 | 1968 | 1975 | 1982 | 1990 | 1999 | 2007 | 2016 |
| Einwohner | 374  | 442  | 356  | 344  | 292  | 295  | 291  | 310  |